# 頭分街

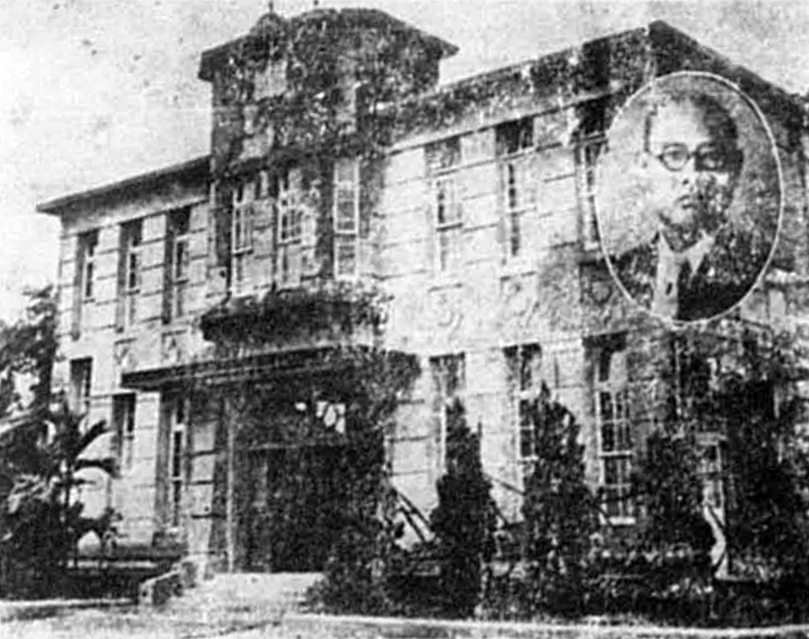
頭分街役場和初代街長北野嘉重

頭分街為台灣日治時期1940年至1945年間存在之行政區，轄屬新竹州竹南郡。其原為於1920年設立的頭分庄，在1940年升格為頭分街。即今苗栗縣頭份市。

## 行政區劃
頭分街在臺灣日治時期行政區劃的十二廳時期原屬新竹廳竹南一堡之頭份庄、田藔庄、蟠桃庄、興隆庄、斗換坪庄、珊珠湖庄、尖山下、濫坑、東興、蘆竹湳。1920年10月，上述10庄合併為頭分庄，轄域內分為頭分、田寮、蟠桃、斗換坪、興隆、珊珠湖、尖山下、濫坑、東興、蘆竹湳等10個大字，而「頭份」改為「頭分」。1940年6月17日，頭分庄升格為頭分街，行政區劃不變，與竹南街同時成為竹南郡下的唯二的兩個街。
- 頭分大字下有「頭分」、「土牛」、「土牛口」小字名
- 蟠桃大字下有「蟠桃」、「後庄」、「山下」小字名
- 蘆竹湳大字下有「蘆竹湳」、「流水潭」小字名
- 珊珠湖大字下有「珊珠湖」、「九芎林」、「水流東」小字名
- 興隆大字下有「興隆」、「上埔」小字名[1]

## 設施
- 頭分街役場
- 頭分郵便局
- 頭分公會堂
- 頭分街立圖書館
- 新竹州立農士訓練所（現址為苗栗縣私立大成高級中學）
- 頭分公學校→頭分國民學校（今苗栗縣頭份市頭份國民小學）
- 尖山公學校→尖山國民學校（今苗栗縣頭份市尖山國民小學）
- 斗換坪公學校→若草國民學校（今苗栗縣頭份市斗煥國民小學）
- 頭分信用購買販賣利用組合
- 展南拓植株式會社
- 台灣合同電器株式會社頭分散宿所
- 頭分神社（現址為苗栗縣頭份市僑善國民小學）